# Ogier van Denemarken
Ogier van Denemarken is een Middelnederlandse Karelroman uit het eind van de dertiende, begin van de veertiende eeuw. Van deze tekst zijn er zeven fragmenten overgeleverd, in totaal een zeshonderdtal verzen. De hoofdfiguur, Ogier, was een zeer populair personage in de middeleeuwse Karelepiek. Vooral in Frankrijk, maar ook elders in Europa waren zijn avonturen bekend.

## Inhoud
Hoewel de Middelnederlandse tekst onvolledig overgeleverd is, kunnen we een groot deel van de inhoud achterhalen aan de hand van een Duitse vertaling uit 1479.
Ogier verblijft in zijn jeugd als gijzelaar aan het hof van Karel de Grote, omdat zijn vader, de hertog van Denemarken, zijn leenplichten niet wil nakomen. Ogier wordt gevangen gehouden in de burcht van Sint-Omaar, waar hij halsoverkop verliefd wordt op de dochter van de kasteelheer en bij haar een zoon, Baudouinet, verwekt. Wanneer de Saracenen Italië bedreigen, trekt Karel de Grote samen met Ogier ten strijde. Hun verzoening is echter van korte duur. Nadat Baudouinet met een schaakbord gedood is door de zoon van Karel de Grote, ontstaat een jarenlange vete tussen Ogier en de koning. Wanneer echter blijkt dat Ogier de enige is die het land kan redden bij een nieuwe inval van de Saracenen, moeten ze zich opnieuw verzoenen.
Uit deze korte inhoud blijkt dat Karel de Grote en Ogier van Denemarken vaak op gespannen voet leven. Daarom behoort de roman tot de Geste de Doon de Mayence of de cyclus van de opstandige baronnen.

## Ontstaansgeschiedenis
Tot voor kort dacht men dat de Middelnederlandse Ogier een vrije bewerking was van de Franse verhaalstof die terug te vinden is in La Chevalerie d’Ogier de Danemarche (1200) en de Roman d’Ogier (1335). De Middelnederlandse tekst zou dan geschreven zijn door een Vlaamse dichter. Na de bestudering van de Duitse vertaling is echter een andere hypothese ontstaan. Aangezien die vertaling twee prologen bevat, is het niet onmogelijk dat er twee teksten over Ogier van Denemarken tegelijkertijd in omloop waren en in een later stadium zijn samengevoegd. Beide teksten zouden geschreven zijn door Vlaamse dichters die gebruik hebben gemaakt van een onbekende Oudfranse bron. De eerste tekst gaat vooral over de jeugd van Ogier en zou eind dertiende, begin veertiende eeuw ontstaan zijn. De tweede tekst, die vermoedelijk geschreven is door Johan De Clerck, gaat over het leven van Ogier als volwassen man en over zijn avonturen in het Oosten. Deze zou in het tweede kwart van de veertiende eeuw ontstaan zijn.

## Overlevering
Van de Middelnederlandse Ogier zijn er zeven fragmenten overgeleverd, restanten van drie verschillende codices. In totaal zijn we in het bezit van een zeshonderdtal verzen die in Vlaanderen zijn neergepend. De eerste vier fragmenten zouden volgens de nieuwe hypothese behoren tot de eerste tekst. De overige drie maken mogelijk deel uit van een andere, meer uitgebreide Ogier, maar hierover later meer.
De fragmenten A en B worden sinds 1962 bewaard in de Koninklijke Bibliotheek te Brussel en bevatten honderdzestig versregels. Het handschrift waaruit de fragmenten komen zou ergens tussen 1330 en 1370 in Vlaanderen ontstaan zijn. In de fragmenten is Karel de Grote met zijn leger onderweg naar Italië om daar de Saracenen te bestrijden. Tijdens een rustpauze vertelt Karel wat de reden is van het conflict tussen hem en de vader van Ogier, namelijk dat deze laatste zijn leenplichten niet wilde nakomen.
De fragmenten C en D zijn sinds 1846 eveneens in het bezit van de Koninklijke Bibliotheek te Brussel. De fragmenten behoren tot een handschrift dat rond 1350 in het Westmiddelnederlands geschreven is en bestaan uit 131 gave en 59 min of meer geschonden versregels. Hierin staat de strijd van Karel de Grote tegen de Saracenen centraal. In deze strijd blinkt Ogier uit en wordt hij door de dochter van de Saraceense opperbevelhebber uitgedaagd tot een tweegevecht met haar verloofde.
De fragmenten E, F en G komen uit dezelfde codex, maar worden nu op verschillende plaatsen bewaard. Fragment E wordt nu bewaard te Krakau (Polen) in de Biblioteka Jagiellonska, terwijl de fragmenten F en G bewaard worden in de KU Leuven Bibliotheken, bij de dienst Bijzondere Collecties. De fragmenten E en F vormden samen één blad en behoorden tot hetzelfde dubbelblad als G. Het handschrift is tussen 1330 en 1370 door een Oost-Vlaamse kopiist geschreven. In totaal zijn er 278 versregels overgeleverd. De actie speelt zich af in de Oriënt. In de eerste twee fragmenten bevindt Ogier zich op een groot feest. Ze bezoeken in groep een onderaardse ruimte om een aantal prachtige kandelaars te bezichtigen. In het laatste fragment vindt er opnieuw een veldslag plaats tussen de christenen en de heidenen nabij Babylon.
Daarnaast hebben er twee andere zoekgeraakte fragmenten bestaan. Ze bevatten 199 verzen en zijn uitgegeven door Hübner in 1923 waardoor we wel hun inhoud kennen. In de fragmenten staat de strijd van de christenen tegen de Saracenen centraal, waarbij de Saracenen de bovenhand halen. De fragmenten behoorden tot een handschrift dat in de tweede helft van de veertiende eeuw ontstaan is. De plaats van ontstaan is niet bekend.

## Heidelbergse codex
De Duitse vertaling is overgeleverd in een codex die in Heidelberg wordt bewaard (signatuur: Universitätsbibliothek, Pal. germ. 363). Dit afschrift, dat in 1479 door Ludwicus Flúgel voltooid is, is belangrijk omdat slechts een zeshondertal verzen van de Middelnederlandse Ogier is bewaard. Er bestaat echter wel discussie rond de volledigheid van deze vertaling. De vertaling eindigt met Ogier die teruggekeerd is naar Frankrijk om zijn vrouw te zoeken. Wanneer hij haar niet vindt, keert hij terug naar het Oosten. De fragmenten E, F en G zouden echter nog na deze episode moeten plaatsvinden. Sommige onderzoekers vermoeden dan ook dat het Middelnederlandse voorbeeld van de Duitse vertaler veel langer geweest is, maar dat deze laatste zelf beslist zou hebben om vroeger te stoppen. Ook mogelijk is dat er meerdere versies tegelijkertijd in omloop waren en dat de fragmenten E, F en G tot een andere, meer uitgebreide versie behoorden.